# El Diario de Huesca
El Diario de Huesca va ser un periòdic de circulació diària publicat a la ciutat espanyola d'Osca entre 1875 i 1936. Fundat i dirigit fins a 1911 per Manuel Camo Nogués, el seu primer nombre va aparèixer el 16 de novembre de 1875. Ha estat considerat «el mitjà més influent de la història periodística altoaragonesa».
Va comptar amb col·laboracions de Joaquín Costa Martínez i en ell es va enaltir en els seus inicis a la Institución Libre de Enseñanza i la figura d'Emilio Castelar. No obstant això a la fi del segle xix la publicació es distanciaria tant de Costa com de la ILE, a causa de la divergència ideològica d'aquests amb El Diario de Huesca, el director del qual, Manuel Camo, ha estat descrit com un «arquetip del cacic vuitcentista». Durant la dictadura de Primo de Rivera, amb la qual el diari es va mostrar crític, va estar dirigit per Luis López Allué.